# Nicole Schott
Nicole Schott (* 12. September 1996 in Essen) ist eine deutsche Eiskunstläuferin, die im Einzellauf startete. Sie ist siebenmalige Deutsche Meisterin und vertrat Deutschland bei zwei Olympischen Spielen.

## Biografie
Nicole Schott begann im Alter von drei Jahren in Essen mit dem Eislaufen. Sie startete für den Essener Jugend-Eiskunstlauf-Verein unter Trainerin Gudrun Pladdies. Überraschend errang sie bei der Deutschen Meisterschaft 2012 in Oberstdorf mit 131,65 Punkten den Titel. Im Juni 2014 wechselte sie von ihrer langjährigen Trainerin Gudrun Pladdies nach Oberstdorf zu Erfolgstrainer Michael Huth. Bei der Deutschen Meisterschaft 2015 in Stuttgart konnte sie zum zweiten Mal den nationalen Titel gewinnen.
Ihr Debüt bei Europameisterschaften gab sie 2015 in Stockholm, wo ihr auf Anhieb der Sprung unter die ersten zehn (9. Platz) mit persönlicher Bestleistung von 153,63 Punkten gelang. Bei den Weltmeisterschaften 2015 in Shanghai gelang ihr mit Platz 19 im Kurzprogramm die Qualifikation für die Kür. Im Gesamtergebnis erreichte sie Platz 23.
In der Saison 2015/2016 erreichte Schott bei den Deutschen Meisterschaften in ihrer Heimatstadt Essen nur den dritten Platz und verpasste damit die Qualifikation für die Europameisterschaft in Bratislava. In der darauffolgenden Saison 2016/2017 konnte sie sich durch den Sieg bei der Challenger Serie in Warschau und dem Internationalen Wettkampf NRW Trophy in Dortmund einen Europameisterschaftsstartplatz sichern, obwohl sie wegen einer Knieverletzung nicht bei den Deutschen Meisterschaften antrat. Bei den Europameisterschaften in Ostrava 2017 sicherte sie sich mit ihrem zehnten Platz den einzigen deutschen Startplatz für die Weltmeisterschaft in Helsinki 2017. Bei der Weltmeisterschaft in Helsinki holte Schott mit dem 19. Platz einen direkten Olympiastartplatz für Deutschland.
Im Oktober 2017 startete sie bei ihrem ersten Grand Prix in Moskau. Kurz darauf erhielt sie ihren zweiten Grand-Prix-Start und schloss den Wettkampf mit einer neuen persönlichen Bestleistung von 172,39 Punkten ab. Bei der Europameisterschaft 2018 in Moskau erreichte Nicole Schott Platz zehn.
Bei den Olympischen Winterspielen 2018 in Pyeongchang lag sie nach dem Kurzprogramm auf dem 14. Platz (59,20 Punkte). Nach der Kür (109,26 Punkte) zu John Williams’ Filmmusik von Schindlers Liste lag sie auf dem 18. Gesamtrang (168,46 Punkte).
2019, 2020 und 2022 wurde Schott erneut Deutsche Meisterin. Bei den Olympischen Winterspielen 2022 in Peking trat Schott zunächst im Teamwettbewerb an. Sie zeigte dort das sechstbeste Kurzprogramm der Frauen. Im Einzelwettbewerb stellte sie mit ihrem Kurzprogramm zu einem Tango von Astor Piazzolla eine Saisonbestleistung auf. Sie zeigte dabei eine Kombination aus Dreifach-Flip und Dreifach-Toeloop. Im Gesamtergebnis belegte Schott bei ihren zweiten olympischen Spielen den 17. Platz.
Bei den Weltmeisterschaften 2022 erreichte sie den 10. Platz. Damit sicherte sie in ihrer Disziplin zwei Startplätze für Deutschland für die Weltmeisterschaften 2023. 2023 gewann Schott ihren siebten Titel als Deutsche Meisterin, wodurch sie mit der bisherigen Rekordhalterin Ellen Brockhöft gleichzog. Bei den Weltmeisterschaften in Saitama wurde Schott mit der besten Gesamtpunktzahl ihrer Karriere Siebte. Im November 2023 gab Schott das Ende ihrer Karriere bekannt, da sie nach ihren Bestleistungen in Saitama auf dem Höhepunkt aufhören wolle.

## Ergebnisse
| Wettbewerb / Jahr           | 08/09 | 09/10 | 10/11 | 11/12 | 12/13 | 13/14 | 14/15 | 15/16 | 16/17 | 17/18 | 18/19 | 19/20 | 20/21 | 21/22 | 22/23 |
| --------------------------- | ----- | ----- | ----- | ----- | ----- | ----- | ----- | ----- | ----- | ----- | ----- | ----- | ----- | ----- | ----- |
| Olympische Winterspiele     |       |       |       |       |       |       |       |       |       | 18.   |       |       |       | 16.   |       |
| Weltmeisterschaften         |       |       |       |       |       |       | 23.   |       | 19.   | 13.   | 16.   |       | 18.   | 10.   | 7.    |
| Europameisterschaften       |       |       |       |       |       |       | 9.    |       | 10.   | 10.   | 16.   | 13.   |       | 12.   | 9.    |
| Juniorenweltmeisterschaften |       |       | 22.   |       |       |       |       |       |       |       |       |       |       |       |       |
| Deutsche Meisterschaften    | 1.N   | 8. J  | 6.    | 1.    | 8.    | 3.    | 1.    | 3.    |       | 1.    | 1.    | 1.    |       | 1.    | 1.    |

J = Junioren
N = Nachwuchs
Sonstige Wettbewerbe:
- Ice Challenge 2011 – 7. Platz J.
- Warsaw Cup 2011 – 1. Platz J.
- NRW Trophy 2011 – 21. Platz
- Crystal Skate 2012 – 5. Platz J.
- Warsaw Cup 2012 – 5. Platz J.
- Crystal Skate 2013 – 1. Platz J.
- JGP Slowenien 2014 – 7. Platz J.
- JGP Estland 2014 – 10. Platz J.
- NRW Trophy 2014 – 1. Platz[7]
- Warsaw Cup 2015 – 4. Platz
- MN Torun Cup 2016 – 4. Platz
- FBMA Trophy 2016 – 2. Platz
- Golden Bear 2016 – 3. Platz
- Warsaw Cup 2016 – 1. Platz
- NRW Trophy 2016 – 1. Platz
- Nizza Cup 2017 – 4. Platz
- ISU GP Rostelcom Cup 2017 – 10. Platz
- CS Ice Stars Cup Minsk 2017 – 5. Platz
- ISU GP Internationaux de France 2017– 7. Platz
- CS Tallinn Trophy 2017 – 3. Platz
- CS Golden Spin Zagreb 2017 – 4. Platz
- CS Nebelhorn Trophy 2019 – 3. Platz
- ISU GP Internationaux de France 2019– 7. Platz
- ISU GP Rostelcom Cup 2019 – 9. Platz
- CS Golden Spin Zagreb 2019 – 3. Platz
- Cup of Tyrol 2019, Innsbruck – 2. Platz
- Golden Bear 2019, Zagreb – 4. Platz
- ISU CS Nebelhorn Trophy 2020, Oberstdorf – 4. Platz
- ISU CS Finlandia Trophy 2021, Espoo – 17. Platz